# Apaga el celular
«Apaga el celular» es una canción del cantante, compositor y rapero argentino Lit Killah. Fue lanzado el 21 de enero de 2018 a través de Mueva Records y distribuido por Warner Music Argentina. Originalmente este sencillo fue producido por Omar Varela y Juan Manuel Fornasari y fue lanzado por Mueva Records pero por problemas con el productor Varela y el sello los derechos pasaron a Warner Music Argentina.

## Polémicas con Khea, Omar Varela y Mueva Records
Después de haberse lanzado el sencillo Lit Killah cortó relaciones con el productor Omar Varela y el sello Mueva Records. Se había corrido el rumor de que la instrumental de la canción era para el cantante y rapero argentino Khea, y que incluso el había compuesto y escrito la canción ya que se había mostrado en una historia de Instagram a ambos artistas con el productor.
Sin embargo, fuentes cercanas a Lit Killah habían desmentido el rumor y que el tema si era para Lit Killah, de ahí se generó una pelea entre ambos artistas hasta su reconciliación en 2021 dónde aparecieron juntos en la remix de «Además de Mí».

## Posicionamiento en listas
| Listas (2018)                                   | Mejor posición |
| ----------------------------------------------- | -------------- |
| Argentina (Monitor Latino Canciones Nacionales) | 11             |